# ۷-دهیدروسیتوسترول
۷-دهیدروسیتوسترول (به انگلیسی: 7-Dehydrositosterol) با فرمول شیمیایی C۲۹H۴۸O یک ترکیب شیمیایی با شناسه پاب‌کم ۱۰۱۷۴۰ است. که جرم مولی آن ۴۱۲٫۶۹۱ g/mol می‌باشد. 